# Paraergasilus longidigitus
Paraergasilus longidigitus is een eenoogkreeftjessoort uit de familie van de Ergasilidae. De wetenschappelijke naam van de soort is voor het eerst geldig gepubliceerd in 1954 door Yin.